# Gasteracantha cancriformis
Espèce
Gasteracantha cancriformis est une espèce d'araignées aranéomorphes de la famille des Araneidae.

## Distribution
Cette espèce se rencontre en Amérique.
Elle a été observée aux États-Unis de la Californie à la Caroline du Nord, au Mexique, au Guatemala, au Honduras, au Nicaragua, au Costa Rica, au Panama, aux Bermudes, aux Bahamas, à Cuba, en Jamaïque, à Hispaniola, à Mona, à Porto Rico, aux îles Vierges, aux Petites Antilles,,, en Colombie, au Guyana, au Suriname, en Guyane, aux Galápagos, au Pérou, au Brésil, au Paraguay et en Argentine.
Elle a été introduite à Hawaï.

## Description

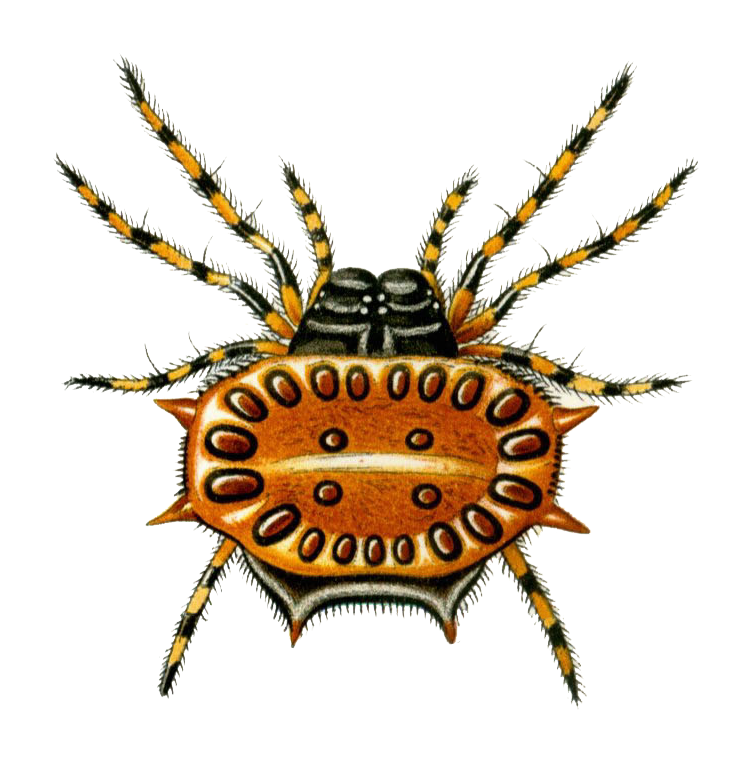
Gasteracantha cancriformis.

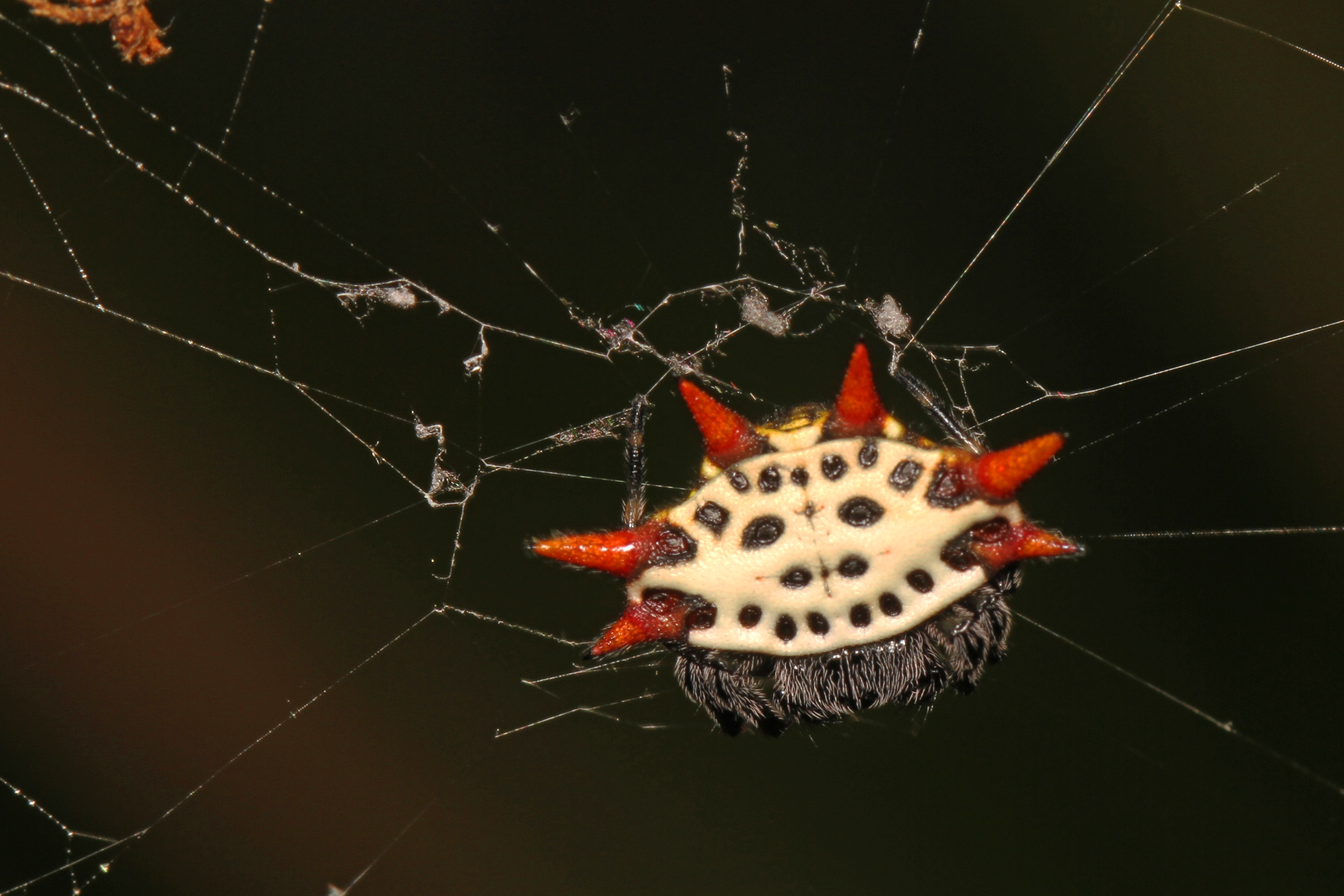
Gasteracantha cancriformis

Il existe un net dimorphisme sexuel.
Les mâles mesurent de 1,9 à 2,7 mm et les femelles de 5,8 à 8,6 mm.
Comme les autres espèces du genre,  cette araignée diffère de Micrathena par son faciès plus nettement cancroïde, une région céphalique plus élevée, des fémurs IV de longueur « normale », l'absence d'organes stridulatoires et surtout, un abdomen beaucoup plus large que long, garni d'un moins grand nombre d'épines, montrant un tubercule ventral particulier que le mâle utiliserait lors de l'accouplement.
La carapace du mâle est en général brun-rougeâtre foncé, non bordée, avec un contour presque carré et la région céphalique très saillante. Le sternum est brun-noirâtre. Les pattes sont courtes, épaisses et brun-rougeâtre. Largement étalé, l'abdomen montre un décrochement postérieur sur sa face dorsale qui est blanche, avec de gros sigilles (points d'insertion musculaire) brun-rougeâtre et des taches noires. La face ventrale est noire, maculée de blanc, montre son  tubercule caractéristique en avant des filières et de gros plis arqués en arrière.
Il n'y a que trois paires d'épines, deux latérales et une postérieure, assez courtes mais robustes et rougeâtres. Dans les Petites Antilles on observe des populations à seulement deux paires d'épines latérales.

## Comportement

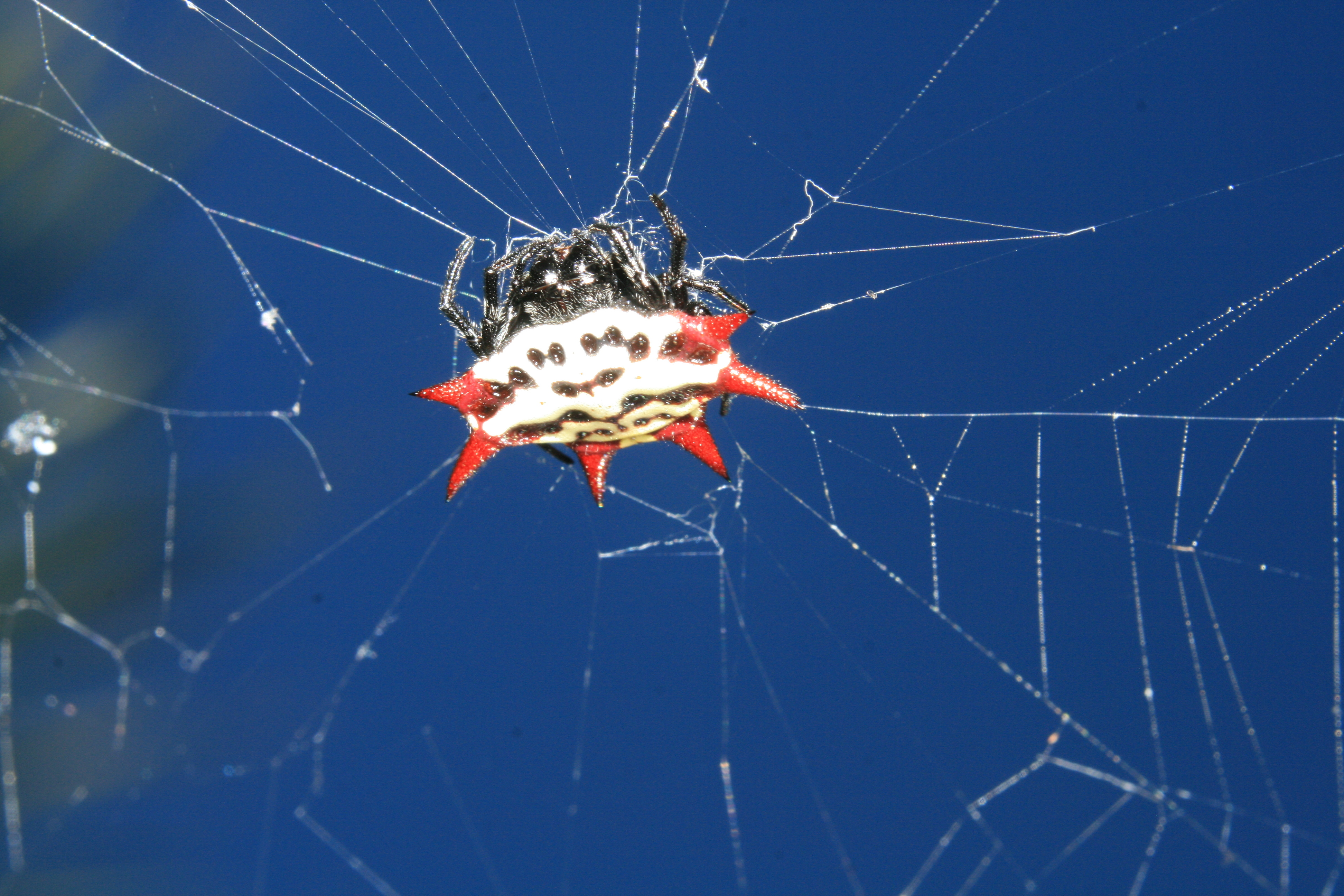
Gasteracantha cancriformis sur sa toile.

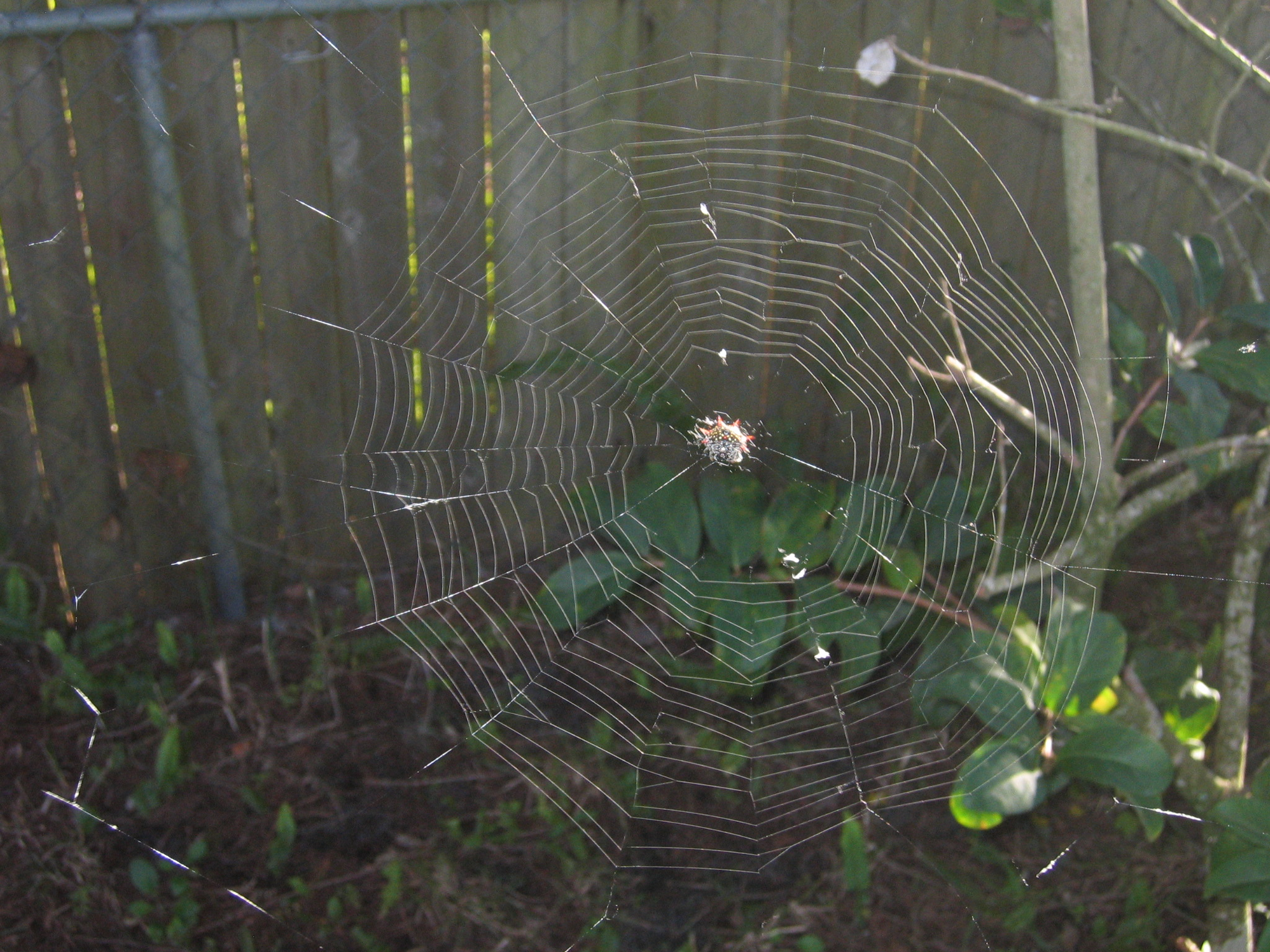
Toile.

Sa toile mesure une trentaine de centimètres de diamètre. Orbiculaire, elle peut être « décorée » de flocons soyeux et est pourvue d'un moyeu ouvert où la femelle s'installe sans s'y suspendre, contrairement aux Micrathena.
Durant l'accouplement, le mâle agripperait le tubercule ventral de la femelle pour se fixer sur l'abdomen.

## Liste des sous-espèces
Selon World Spider Catalog (version 20.5, 26/12/2019) :
- Gasteracantha cancriformis cancriformis (Linnaeus, 1758)
- Gasteracantha cancriformis gertschi Archer, 1941

## Systématique et taxinomie
Cette espèce a été décrite sous le protonyme Aranea cancriformis par Linnaeus en 1758.
Gasteracantha cancriformis admet de nombreux synonymes, dont Gasteracantha tetracantha placée en synonymie par Levi en 1996.

### Liste des synonymes
- Aranea cancriformis Linnaeus, 1758
- Aranea tetracantha Linnaeus, 1767
- Aranea conchata Slabber, 1769
- Aranea hexacantha Fabricius, 1787
- Epeira lata Walckenaer, 1805
- Epeira servillei Guérin, 1825
- Gasteracantha velitaris C. L. Koch, 1837
- Plectana elipsoides Walckenaer, 1841
- Plectana quinqueserrata Walckenaer, 1841
- Plectana sexserrata Walckenaer, 1841
- Plectana triserrata Walckenaer, 1841
- Plectana atlantica Walckenaer, 1841
- Gasteracantha rubiginosa C. L. Koch, 1844
- Gasteracantha picea C. L. Koch, 1844
- Gasteracantha mammosa C. L. Koch, 1844
- Gasteracantha quadridens C. L. Koch, 1844
- Gasteracantha pallida C. L. Koch, 1844
- Epeira cancer Hentz, 1850
- Gasteracantha moesta Thorell, 1859
- Gasteracantha insulana Thorell, 1859
- Gasteracantha hilaris Thorell, 1859
- Gasteracantha columbiae Giebel, 1863
- Gasteracantha kochii Butler, 1873
- Gasteracantha oldendorffii Holmberg, 1876
- Gasteracantha raimondii Taczanowski, 1879
- Gasteracantha raimondii unicolor Taczanowski, 1879
- Gasteracantha proboscidea Taczanowski, 1879
- Gasteracantha canestrinii O. Pickard-Cambridge, 1879
- Gasteracantha callida O. Pickard-Cambridge, 1879
- Gasteracantha rufospinosa Marx, 1886
- Gasteracantha elliptica Gétaz, 1893
- Gasteracantha maura McCook, 1894
- Gasteracantha preciosa McCook, 1894
- Gasteracantha biolleyi Banks, 1905
- Gasteracantha kochi joinvillensis Strand, 1916
- Gasteracantha mascula Strand, 1916
- Gasteracantha comstocki Mello-Leitão, 1917
- Vibradellus carolinus Chamberlin, 1925

## Publications originales
- (la) Linnaeus, 1758 : Systema naturae per regna tria naturae, secundum classes, ordines, genera, species, cum characteribus, differentiis, synonymis, locis, ed. 10 (texte intégral).
- (en) Archer, 1941 : Supplement to the Argiopidae of Alabama. Museum Paper, Geological Survey of Alabama, vol. 18, p. 1-47.